# Greydon Clark
Greydon Clark est un acteur, producteur, réalisateur et scénariste américain, né le 7 février 1943 à Niles, dans le Michigan (États-Unis).

## Filmographie

### Acteur
- 1969 : The Mighty Gorga (en) de David L. Hewitt (en)
- 1969 : Les Sadiques de Satan (en) (Satan's Sadists) d'Al Adamson : Acid
- 1970 : Hell's Bloody Devils (en)
- 1971 : Dracula contre Frankenstein (Dracula vs. Frankenstein) d'Al Adamson : Strange
- 1973 : Tom (en)
- 1975 : Le Tueur démoniaque (en) (Psychic Killer) : Sgt. Sowash
- 1976 : The Bad Bunch : Jim
- 1979 : Brigade des anges (Angels' Brigade) de Greydon Clark : Movie director
- 1985 : Final Justice de Greydon Clark : Sheriff Bob
- 1988 : Uninvited : Lab Doctor
- 1989 : Dance Macabre : Anderson

### Producteur
- 1975 : Le Tueur démoniaque (en) (Psychic Killer)
- 1979 : Brigade des anges (Angels' Brigade)
- 1980 : The Return (en)
- 1980 : Terreur extraterrestre (Without Warning)
- 1983 : Wacko (en)
- 1983 : Joysticks
- 1985 : Final Justice
- 1988 : Hobgoblins
- 1988 : Uninvited
- 1989 : Skinheads (en)
- 1994 : Dark Future

### Réalisateur
- 1973 : Tom
- 1976 : Black Shampoo (en)
- 1976 : The Bad Bunch
- 1977 : Satan's Cheerleaders (en)
- 1978 : Riders (Hi-Riders)
- 1979 : Brigade des anges (Angels' Brigade)
- 1980 : The Return (en)
- 1980 : Terreur extraterrestre (Without Warning)
- 1983 : Wacko
- 1983 : Joysticks
- 1985 : Final Justice
- 1988 : Uninvited
- 1989 : Dance Macabre
- 1989 : Skinheads (en)
- 1990 : Massacre dans l'ascenseur (Out of Sight, Out of Mind)
- 1990 : The Forbidden Dance
- 1992 : Mad Dog Coll
- 1992 : Russian Holiday (en)
- 1994 : Dark Future
- 1998 : Stargames

### Scénariste
- 1973 : Tom
- 1975 : Le Tueur démoniaque (en) (Psychic Killer)
- 1976 : Black Shampoo (en)
- 1976 : The Bad Bunch
- 1977 : Satan's Cheerleaders (en)
- 1978 : Riders (Hi-Riders)
- 1979 : Brigade des anges (Angels' Brigade)
- 1985 : Final Justice
- 1988 : Uninvited
- 1989 : Dance Macabre
- 1989 : Skinheads (en)
- 1998 : Stargames